# Выдриган, Захарий Петрович
Захарий Петрович Выдриган (5 сентября 1898, Казацкое, Херсонская губерния — 7 января 1967, Херсон) — советский военачальник, генерал-майор (20.04.1945). Отец Героя Советского Союза Николая Выдригана.

## Биография
Родился в 1898 году в селе Казацкое, Херсонский уезд, Херсонская губерния, Российская империя. Украинец. До призыва в армию работал учеником и подмастерьем в малярно-кровельной мастерской в имении князя Трубецкого в с. Казацкое.

### Первая мировая война
В феврале 1915 года добровольно поступил на военную службу и был направлен на Юго-Западный фронт, где воевал в команде разведчиков 146-го пехотного Царицынского полка 37-й пехотной дивизии. За боевые отличия был награждён тремя Георгиевскими крестами, четырьмя Георгиевскими медалями, медалью «За усердие» и произведен в старшие унтер-офицеры. В ноябре 1916 года был ранен и эвакуирован в Киев. После выздоровления в январе 1917 года направлен в 20-ю артиллерийскую бригаду и зачислен канониром во 2-ю батарею 5-го дивизиона в городе Екатеринослав. Летом того же года переведен в Одессу во 2-ю дальномерную команду Бендерской группы, где был произведен в бомбардиры и избран председателем батарейного комитета.

### Революция и Гражданская война
13 декабря 1917 года вступил в Красную гвардию при железнодорожных мастерских в городе Одесса. Обучал рабочих военному делу, ремонтировал пулемёт и орудия на бронемашине «Илья Муромец». В январе 1918 года с отрядом убыл в Бессарабию, где воевал против румынских войск и частей Украинской Центральной Рады. В марте отряд был отозван в Одессу для защиты города от германских войск, затем направлен в Николаев. Однако к этому времени город уже был захвачен, и отряд распался.
В Гражданскую войну Выдриган в апреле 1918 года в имении князя Трубецкого организовал партизанский отряд, с которым действовал в Херсонском и Днепровском уездах. В марте 1919 года отряд влился в части Красной армии — в полк имени Тараса Шевченко. Комиссаром 2-й отдельной советской Николаевской батареи этого полка и комиссаром тяжелой артиллерийской группы воевал против белогвардейцев и румынских войск, в боях был ранен. После выхода из госпиталя в июне был назначен председателем военно-революционного трибунала 1-го особого Крымского полка 58-й стрелковой дивизии, а через месяц переведен начальником команды разведчиков 7-го Крымского стрелкового полка этой же дивизии. В октябре вновь был ранен. Член КПУ(б) с 1919 года. В марте 1920 года Херсонским уездным военкоматом был назначен начальником Казацкой волостной милиции. В этой должности участвовал в подавлении антисоветских восстаний в Херсонском и Николаевском уездах.

### Межвоенный период
С февраля 1922 года командовал ротой во 2-м Херсонском полку ЧОН. В августе командирован на учёбу на 51-е пехотные курсы, преобразованные затем в Харьковскую пехотную школу. После расформирования школы в августе 1924 года он переводится в 5-ю Киевскую пехотную школу комсостава. В августе 1925 года окончил последнюю и направлен командиром роты в 71-й стрелковый полк 24-й стрелковой Самаро-Ульяновской железной дивизии, с сентября 1927 года командовал батальоном в 72-м стрелковом полку этой дивизии.
В январе 1929 года был переведен на Дальний Восток командиром батальона 2-го стрелкового полка 1-й Тихоокеанской стрелковой дивизии ОКДВА. С декабря 1930 года командовал батальоном в 6-м стрелковом полку 2-й Приамурской стрелковой дивизии. В июне 1931 года назначен командиром 88-го отдельного пулемётного батальона Забайкальского УРа. В мае 1934 года переводится в МВО помощником командира по строевой части 54-го стрелкового полка 18-й стрелковой дивизии. В мае 1935 г. назначен на ту же должность в 156-й стрелковый полк 52-й стрелковой дивизии.
В феврале 1937 года уволен в запас по ст. 43, п. «б». С марта 1938 года работал военруком в Херсонском морском техникуме рыбной промышленности.
31 октября 1939 года восстановлен в кадрах РККА и назначен помощником командира по строевой части 746-го стрелкового полка 103-й стрелковой дивизии СКВО.

### Великая Отечественная война
24 июня 1941 года подполковник Выдриган назначается командиром 525-го стрелкового полка 171-й стрелковой дивизии. В июле дивизия была переброшена на Юго-Западный фронт и участвовала в Киевской оборонительной операции. В бою в районе пгт Бородянка Киевской области 23 июля 1941 года Выдриган был тяжело ранен и до декабря 1941 года находился в госпитале.
После выздоровления был назначен командиром 354-го запасного курсантского стрелкового полка 4-й запасной курсантской стрелковой бригады дислоцировавшегося в городе Шуя. Получив извещение о гибели в бою своего сына — заместителя командира стрелковой роты 12-го стрелкового полка 53-й стрелковой дивизии лейтенанта Александра Выдригана, добился направления в действующую армию и в апреле 1943 года назначен заместителем командира по строевой части 51-й стрелковой дивизии, формировавшейся в МВО. В июне был переведен на ту же должность в 174-ю стрелковую дивизию. В июле она вошла в 21-ю армию Западного фронта и вела бои на рославльском направлении.
С 8 сентября 1943 года принял командование 153-й стрелковой дивизией, а с 19 сентября переводится командиром 76-й стрелковой Ельнинской дивизией с которой участвует в боях на территории Смоленской области. С 15 октября по 2 ноября 1943 года дивизия находилась в резерве 68-й армии, затем в составе 33-й и 5-й армий Западного фронта вела бои на оршанском направлении. В начале декабря она перешла в подчинение 10-й армии и совершила марш к Могилеву, затем вела бои по освобождению населенных пунктов Могилевской области. С 27 января по 10 марта 1944 года дивизия находилась на формировании в Бологоевском районе Калининской области, затем была включена в 47-ю армию 2-го Белорусского фронта и участвовала в Полесской наступательной операции (с 5 апреля — в составе Белорусского, а с 16 апреля — 1-го Белорусского фронтов). В ходе Белорусской наступательной операции в июне — июле 1944 года дивизия отличилась в боях за освобождение города Ковель, за что была награждена орденом Красного Знамени (23.7.1944). В боях за этот город 14 июля её командир полковник Выдриган был ранен и эвакуирован в госпиталь.
После выздоровления в августе 1944 года назначается командиром 175-й стрелковой Уральско-Ковельской дивизии, находившейся в обороне на подступах к городу Прага (предместье Варшавы). В середине сентября она отличилась в наступательных боях по овладению этим городом, за что была награждена орденом Красного Знамени (31.10.1944). В октябре её части вели кровопролитные бои за поселок Ружеполе, затем находились в обороне во втором эшелоне. С 16 января 1945 года они в составе 47-й армии 1-го Белорусского фронта принимали участие в Висло-Одерской, Варшавско-Познанской, Восточно-Померанской и Берлинской наступательных операциях. За образцовое выполнение заданий командования в боях при прорыве обороны противника и наступлении на Берлин дивизия была награждена орденом Кутузова 2-й ст. (28.5.1945).
29 апреля 1945 года, за бои на ближних подступах к Берлину и успешный захват плацдармов после форсирования реки Одер, генерал-майор Выдриган был представлен командиром 125-го стрелкового корпуса генерал-лейтенантом А. М. Андреевым к званию Герой Советского Союза, однако командующий 47-й армии генерал-лейтенант Ф. И. Перхорович понизил статус награды до ордена Ленина.
За время войны комдив Выдриган был восемь раз персонально упомянут в благодарственных в приказах Верховного Главнокомандующего.

### Послевоенное время
С июля 1945 года генерал-майор Выдриган состоял в распоряжении Военного совета ГСОВГ и ГУК НКО, а с сентября исполнял должность заместителя командира 92-го стрелкового корпуса Воронежского ВО.
23 мая 1946 года генерал-майор Выдриган уволен в запас.

## Награды
СССР
- два ордена Ленина (21.02.1945[6], 29.05.1945[7])
- два ордена Красного Знамени (25.08.1944[8], 03.11.1944[6])
- орден Суворова II степени (06.04.1945)[9]
- орден Отечественной войны I степени (12.11.1943)[10]
  -     - Медали в том числе:

  - «XX лет Рабоче-Крестьянской Красной Армии» (1938)
  - «За оборону Киева»
  - «За Победу над Германией в Великой Отечественной войне 1941—1945 гг.» (1945)
  - «За взятие Берлина» (1945)
  - «За освобождение Варшавы» (1945)

Приказы (благодарности) Верховного Главнокомандующего в которых отмечен З. П. Выдриган.
- За овладение важным опорным пунктом обороны немцев и крупным железнодорожным узлом — городом Ковель. 6 июля 1944 года. № 131.
- За овладение крепостью Прага — предместьем Варшавы и важным опорным пунктом обороны немцев на восточном берегу Вислы. 14 сентября 1944 года № 187.
- За овладение столицей союзной нам Польши городом Варшава — важнейшим стратегическим узлом обороны немцев на реке Висла. 17 января 1945 года. № 223.
- За овладение городами Дейч-Кроне и Меркиш-Фридлянд — важными узлами коммуникаций и сильными опорными пунктами обороны немцев в Померании. 11 февраля 1945 года. № 274.
- За овладение городом Альтдамм и ликвидацию сильно укрепленного плацдарма немцев на правом берегу реки Одер восточнее Штеттина. 20 марта 1945 года. № 304.
- За полное окружение Берлина и овладение городами Науен, Эльшталь, Рорбек, Марквардт. 25 апреля 1945 года. № 342.
- За овладение городами Ратенов, Шпандау, Потсдам — важными узлами дорог и мощными опорными пунктами обороны немцев в Центральной Германии. 27 апреля 1945 года. № 347.
- За овладение столицей Германии городом Берлин — центром немецкого империализма и очагом немецкой агрессии. 2 мая 1945 года. № 359.

УССР
- орден Трудового Красного Знамени Украинской ССР

Российской Империи.
- Георгиевский крест 2-й степени
- Георгиевский крест 3-й степени
- Георгиевский крест 4-й степени
- Георгиевская медаль 1-й степени
- Георгиевская медаль 2-й степени
- Георгиевская медаль 3-й степени
- Георгиевская медаль 4-й степени
- медаль «За усердие»

Других государств
- Крест Храбрых (ПНР) (1945)
- Медаль «За Одру, Нису и Балтику» (ПНР) (1945)
- Медаль «За Варшаву 1939—1945» (ПНР) (1945)

## Память
- Широкая улица в Днепровском районе Херсона носила имя генерала Выдригана[11]. В 2024 году улице возвращено историческое название[12].